# Against All Authority (esport)
Pour les articles homonymes, voir Against All Authority et AAA.
 (juin 2014).
Si vous disposez d'ouvrages ou d'articles de référence ou si vous connaissez des sites web de qualité traitant du thème abordé ici, merci de compléter l'article en donnant les références utiles à sa vérifiabilité et en les liant à la section « Notes et références ».
Against All Authority est la première équipe française de sport électronique créée le 1er mai 2000 par Ludovic Olivet, connu sous le pseudonyme de C@stro, et Deni S., connu sous le pseudonyme de Kazuyama. Plus connue sous le sigle *aAa*, l'équipe a principalement officié depuis sa création sur des FPS comme Counter-Strike, Quake III Arena et Unreal Tournament pour devenir la meilleure équipe Esport de France et remportant tous les grands tournois français et internationaux.
En 2003, elle s'ouvre aux RTS avec Warcraft III. Dès lors, le club *aAa* ouvre des sections sur divers jeux, toutes plateformes confondues, de StarCraft à Halo en passant par TrackMania Nations ESWC. En 2007, le club *aAa* ouvre une section sur le jeu World of Warcraft. Depuis, l'équipe a ouvert des sections Poker, Call of Duty 4: Modern Warfare, Left 4 Dead et une section Jeux de combat sur console, puis des sections sur MOBA et Battle Royale.
En 2024, la team aAa fête ses 24 ans d'existence, faisant de cette structure la plus ancienne, et la plus légendaire des équipes Esport de France.

## Histoire
A la mort du très célèbre clan français BN (Branleur de la Nuit) fin 1999, deux (2) joueurs ont décidé, le 1er mai 2000, de créer une nouvelle structure davantage professionnelle : l'équipe ou team Against All Autority était née !
Ludovic "C@stro" OLIVET, initialement joueur sous Quake 2 (Vice champion de France en duel, et Champion de France en Team Deathmatch , Cf. Compétition LAN ARENA 2) et Deni "Kazuyama" S., également joueur sous Quake 2 ont créé et managé la team aAa pendant de nombreuses années.
Au départ cette équipe officiait principalement sous Quake II jusqu'à fin 2000, puis sous Quake III Arena à la sortie de ce jeu reconnu comme le plus technique et le plus élitiste des FPS. L'équipe s'est alors forgé une réputation de meilleure équipe française, et d'équipe redoutée à l'international recrutant les meilleurs joueurs de l'époque (denpxc, vipere 1, Zoss, Appleseed, Thefou, Raoul, Yon, Pioun, etc.). C@stro et denpxc, en se qualifiant chaque année aux plus prestigieux tournois mondiaux notamment aux Cyberathlete Professional League en Europe et au WCG (WCGC, World Cyber Games 2001, World Cyber Games 2002) en Corée du Sud dans les années 2000 à 2004, ont donné à la team aAa une image internationale permettant d'attirer de nombreux sponsors (Seinheiser, Razer, Logitech, etc.).
Against All Authority a alors continué son développement sous l'impulsion du Manager principal Ludovic "C@stro" OLIVET, pour devenir une équipe pluridisciplinaire internationale autour des trois (3) principaux jeux vidéos du moment à savoir : Quake III Arena, Counterstrike, et Unreal Tournament. Le recrutement de la meilleure équipe de Counterstrike française le clan Alliance a permis à la team aAa une évolution encore plus rapide. Le développement de son website a permis à aAa devenir également une plateforme Esport reconnu, couvrant les principaux évènements Esport Français et Internationaux.
En 2003, un joueur console fait son apparition pour la première fois au sein de la structure: il s'agit de Mat Logan, vice champion des WCG 2003 sur Halo: Combat Evolved (Xbox) à l'âge de 14 ans seulement.
En 2004, nouveau tournant dans l'histoire de l'équipe avec l'ouverture d'un site d'information consacré à l'actualité du sport dans les jeux vidéo, le site deviendra rapidement une référence en la matière en France, il est encore aujourd'hui le site le plus visité dans l'hexagone pour tout ce qui concerne l'actualité e-sportive. En 2007, tout juste après la sortie du jeu, l'équipe aAa ouvrira sa section Call of Duty 4 : Modern Warfare sous la houlette de WanaAabee, le joueur phare de la scène française du moment (toujours en activité aujourd'hui). En 2010, Team-aAa ouvre une Web-TV, aAa TV et lance une section sur le jeu de stratégie StarCraft II.
Fin 2009, Ludovic "C@stro" OLIVET décide d'arrêter ses activités de Manager de l'équipe après quelques succès sous Quake IV, se consacrant ses activités d'entrepreneur.
En 2011 et en 2012, malgré des performances de l'équipe en baissent, aAa se consacre au développement de son site web qui devient de plus en plus un portail d'informations consacré à l'E-Sport. aAa rebondit avec l'annonce le 20 novembre  2010 de la reprise de l'équipe Sparte Legion et de l'ensemble de ses joueurs, réaffirmant ainsi sa présence sur une scène StarCraft II en pente ascendante.
L'équipe ouvre ses premières sections MOBA avec League Of Legends en 2010 et Dota 2 en 2013, et Battle Royale avec PUBG en 2017. Cette dernière signe un succès le 19 novembre 2017 au tournoi IEM d'Oakland.
Durant l'année 2018 la structure revient aux source avec le jeu Counter-Strike: Global Offensive qui a fait son succès des débuts, une nouvelle équipe de jeunes talents se forme accompagnée d'un sponsor d'envergure (Invictus) : wallax, metaL, waneG, nonick et ZywOo
Un an plus tard le jeune prodige ZywOo est vite repéré par les plus grandes équipes de la scène esport, il se fait approcher par la structure Vitality et va annoncer son transfert en octobre 2018. Il sera élu meilleur joueur du monde en 2019,2020 et 2023⁷ par le site HLTV.org

## Sections et joueurs
Liste des sections passées ou présentes chez aAa :
- Quake III Arena (2000-2009)
- Quake 4 (2005-2007)
- Quake Live (2010-active)
- Counter-Strike (2000-2010)
- Counter-Strike filles (2004 et 2008)
- Counter-Strike: Source (2007-2009)
- Unreal Tournament (2001-2005)
- Halo et Halo 2 (2003-2005)
- Painkiller (2004-2005)
- Pro Evolution Soccer (2004-2008)
- Battlefield 2 (2005-2007)
- TrackMania Nations ESWC (2006-2008)
- StarCraft (2005)
- Left 4 Dead (2009)
- SoulCalibur 4 (2009-2011)
- Super Street Fighter 4 (2009-active)
- Warcraft III (2005-2007) et (2008-2010)
- DotA (2009-2010)
- World of Warcraft (2006-active)
- Poker (2009-active)
- Call of Duty 4: Modern Warfare (2008-2009)
- StarCraft II (2009-active)
- League Of Legends (2010-active)
- Battlefield 3 (2011-2012)
- Call of Duty: Black Ops 2 (2013)
- Dota 2 (2013)
- Battlefield 4 (2013)
- FIFA 5 (2013)
- Counter-Strike: Global Offensive (2014)
- Overwatch (2016)
- PlayerUnknown's Battlegrounds (2017)

Au total, la structure *aAa* compte en 2017 une cinquantaine de membres.

## Palmarès
- Vainqueur des finales Française pour les World Cyber Games sur Counter-Strike : 2001 et 2003
- 2e place de la Cyberathlete Professional League de Cologne sur Counter-Strike : 2002
- Vainqueur de la Quakecon sur Quake III Arena en Capture The Flag : 2004
- Vainqueur du Halo Game Tournament en 2vs2 sur Halo: Combat Evolved : 2004
- Vainqueur de la Gamers Assembly 2004 en 2vs2 sur Halo: Combat Evolved : 2004
- Vainqueur de la Gamers Assembly 2005 en 4vs4 sur Halo 2 : 2005
- 2e place au WCG France sur Halo 2: 2005
- Vainqueur de l'Electronic Sports World Cup sur Unreal Tournament 2004 : 2005
- Vainqueur de l'Electronic Sports World Cup sur Quake 4 et Pro Evolution Soccer : 2006
- Vainqueur de la Cyberathlete Professional League Italie sur Counter-Strike : 2006
- 4e place en finale hivernale de la Cyberathlete Professional League Dallas sur Counter-Strike : 2006
- 3e place à l'étape de Montréal des Extreme Masters de l'ESL sur World of Warcraft : 2008
- 3e place en finale mondiale des Extreme Masters de l'ESL à Hannovre sur World of Warcraft : 2009
- 2e place lors de la World Game Cup de Cannes à Street Fighter IV (tournoi 2 contre 2) : 2010
- Vainqueur de la Coupe de France des jeux vidéo sur Super Street Fighter 4 : 2010
- Vainqueur de la Coupe de France des jeux vidéo sur Warcraft III : 2010
- Vainqueur de la Blizzcon sur World of Warcraft : 2010 [5]
- 2e place lors de la Dreamhack sur League of Legends : 2011
- 2e place lors de la saison 1 des Worlds Championship sur League of Legends : 2011
- 4e place du championnat Intel Extreme Masters à Hanovre sur League Of Legends : 2012
- Vainqueur de la Coupe de France Battlefield 3 : 2012 [6]
- Vainqueur de la South Lan Event sur Call of Duty: Black Ops II : 2013
- 3e place (1er FR) lors de la SkyLAN #1 à Paris sur Call of Duty: Black Ops II : 2013
- Vainqueur de la Coupe du Monde des Sports Électroniques (ESWC) à la Paris Games Week sur ShootMania Storm : 2 novembre 2013.
- Vainqueur du Championnat de France par Équipe (Clanwar) dans les studios de Dailymotion à Paris sur FIFA 14 : juillet 2014
- Vainqueur du Tournoi international Intel Extreme Masters à Oakland sur PlayerUnknow's Battleground en format Squad FPP: Novembre 2017